# Gigantillas

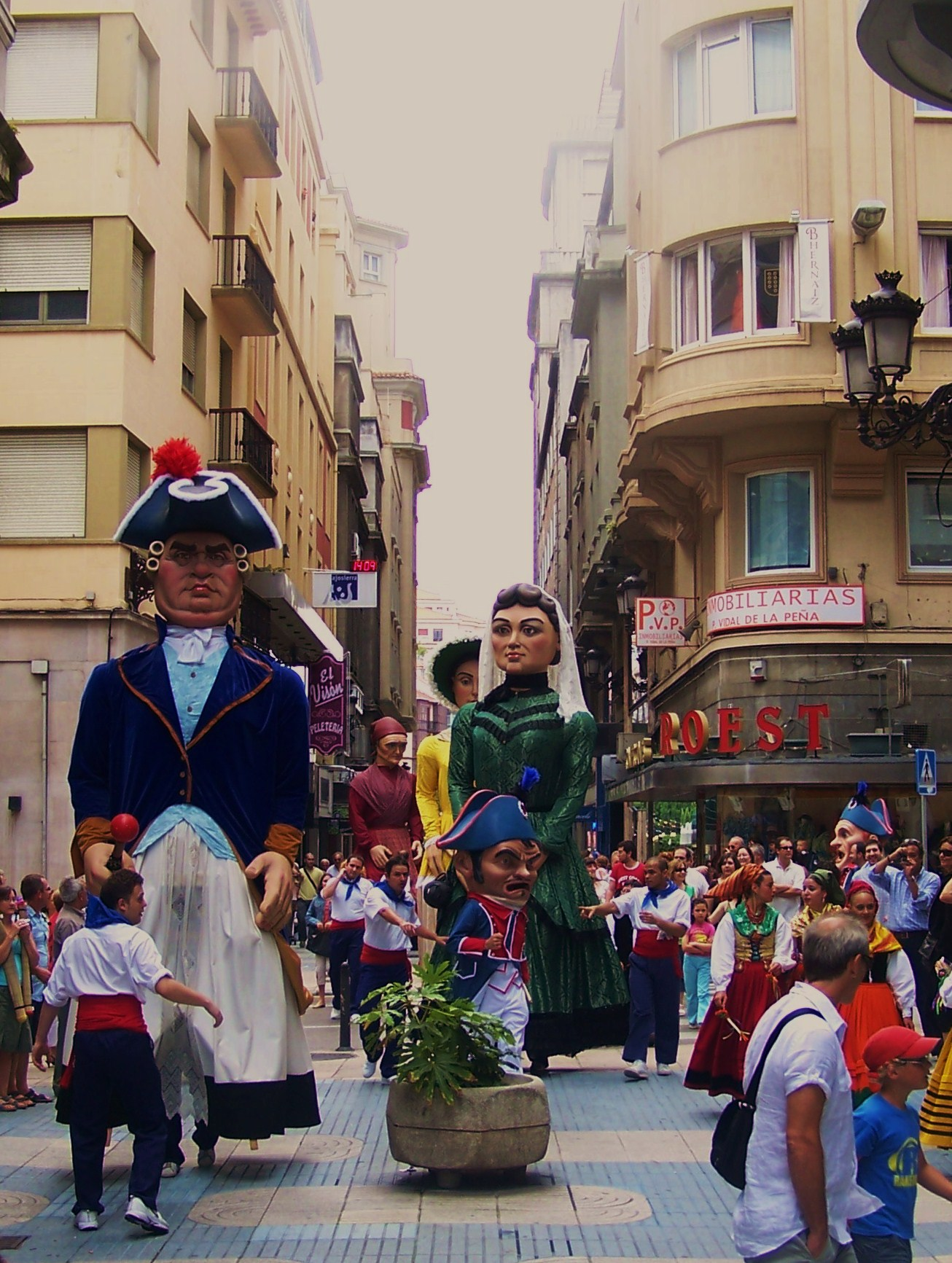
Gigantillas desfilando por las calles de Santander.

Gigantillas es el nombre que popularmente se da a los gigantes y cabezudos en la ciudad de Santander (Cantabria), España.
En la actualidad el Ayuntamiento de Santander junto con la Asociación Gigantes y Cabezudos de Santander está recuperando esta tradición de más de 200 años de historia en la ciudad.
Para ello se han reconstruido los 4 gigantes (don Pantaleón, doña Tomasa, la Repipiada y la Vieja de Vargas) y 2 cabezudos (Celes y Terio, vestidos como alguaciles de la época) que se tiene constancia pasearon a lo largo de todo el siglo XIX por las calles de Santander.
Estas gigantillas realizan en la actualidad tres pasacalles al año: dos días en la Semana Grande de Santander (chupinazo y día de Santiago) y un día en los Santos Mártires.

## Historia

### Antecedentes
Corría el año 1789, más concretamente el 18 de febrero y en Santander todo estaba preparado.
Dos meses antes, el 14 de diciembre de 1788, había fallecido Carlos III, un monarca reflexivo y metódico. Su educación le llevó a la profunda creencia de que el más alto sentido del deber de un rey era engrandecer la Monarquía y mejorar la vida de su pueblo, en una época y un mundo cambiante que se debatía entre lo nuevo y lo viejo, entre la fuerza de las innovaciones enciclopedistas y el peso de la tradición. A este mundo convulso se iba a enfrentar su hijo Carlos IV.
Faltaban tan solo cuatro meses para que se iniciara la Revolución francesa, pero por aquel entonces España vivía muy alejada de cualquier movimiento de cambio. De hecho lo que se iba a celebrar en Santander el 18 de febrero de 1789 y que continuó durante los días 19, 20 y 21 era la exaltación al trono y proclamación de un nuevo rey, Carlos IV.
El día 18 madrugó mucho la ciudad, desde que asomó la aurora, multitud de curiosos recorrían la población admirando lo que la víspera se había concluido a toda prisa para las solemnidades que pronto debían comenzar. Gentes de toda la provincia llegaban a Santander abarrotando mesones y posadas ansiosos por ver las grandes funciones que se preparaban. La Plaza Vieja, Mayor entonces, y luego de la Constitución, se encontraba adornada como no lo había estado nunca, ni lo estuvo después. Se entraba a ella po seis puertas de madera estucadas y pintadas imitando mármoles, adornadas con pilastras, basas, capiteles y cornisas, que se habían construido en las bocacalles de Rupalacio, San Francisco, Puente, D. Gutiérrez, Compañía y Santa Clara, que constituían, con su centro, el corazón y las arterias de la ciudad.
En el mismo día se estrenó el severo y elegante pendón que llevaba siempre el procurador síndico de nuestro Ayuntamiento cuando este iba a saludar a los reyes. Después del solemne desfile de la comitiva y de la proclamación se arrojaron monedas de plata a la población, dando comienzo así a cuatro días de sispendio, fiestas y jolgorio

### Estreno de los gigantes
Entonces nacieron, en aquel día famoso, tres personajes que concurrieron después a multitud de proclamaciones y sirvieron para celebrar victorias y toda clase de regocijos. Saludaron a los concejales y alegraron al público cuando subieron al trono Fernando VII, Isabel II, Amadeo de Saboya y Alfonso XII, y cuando nacieron y se casaron algunos de estos monarcas, cuando se proclamaron las constituciones de 1812, el Estatuto Real, la de 1837, la del 45, la del 69, pero también cuando se inauguró el ferrocarril de Alar a Santander, y desde 1833 todos los 3 de noviembre, así como cuando se celebraron las paces de las Guerras Carlistas, la de África y algunas de América.
Estos personajes que cual el Fénix mitológico renacían y se transformaban en cuerpo y alma sin cesar, eran dinásticos de todas las dinastías, constitucionales de todas las constituciones, y ministeriales de todos los ministerios. Sus nombres de nacimiento no los consignan las historias, pero después se llamaron don Pantaleón, doña Tomasa y la Repipiada, distinguida familia de gigantones que aumentaron con dos enanos cabezudos.
Aún se conserva en el Archivo Histórico Municipal un apunte contable, firmado por el administrador de la ciudad D. Manuel Senties y fechado el 21 de agosto de 1789. en él se detallan los gastos de construcción de nuestros tres primeros gigantes documentados. Su encabezamiento dice: “Cuenta y razón de los gastos ocasionados en los tres Gigantes que se hicieron para las fiestas de la proclamación del nuebo (sic) rey Don Carlos 4”.
Tras su lectura podemos determinar que fue D. Salvador Seco el constructor de las figuras por una cuenta de 130 reales y que D. Javier de Peroni fue el encargado de confeccionar los vestidos y trajes con la ayuda de tres costureras, por los que cobró 118 reales. Por el hilo, desperdicio de Indiano, cintas, galones y puntillas de plata se pagaron 704 reales y por llevar a los gigantes varias veces por las calles durante los cuatro días se gastaron 208 reales. El total de la factura ascendió a 1160 reales. Para dar mayor realce a los espectáculos y a los bailes de los gigantes vinieron de Bilbao cuatro afamados tamborileros

### Isabel II
Para la proclamación de Isabel II en 1843, la familia de gigantes había crecido. A los tres primeros personajes se les añadieron "la Vieja de Vargas" que con los años se convirtió en el personaje más famoso y "la Doncella de los Lobos". Estos cinco personajes se hicieron como de la familia de aquellos santanderinos del siglo XIX, quienes les tuvieron tanto cariño que les conservaron hasta 1903.
Posteriormente a esta fecha surgieron otros gigantes que desfilaron por nuestras calles. En 1924 desfilaron Don Quijote y Sancho Panza acompañados por dos cabezudos negros.
En 1930 salieron otras gigantillas como “La Rosuca”, compradas por D. Santiago Toca para las fiestas del asilo de los Ancianos Desamparados.

### Años 70
Finalmente en los años 70 aparecieron de manera intermitente, al menos dos gigantes, uno era el árabe, de tez morena, vestido con chaleco negro, fajín rojo y con camisa y faldas blancas y un turbante del mismo color sobre la cabeza. Tras él, desfilaba una gitana con vestido de faralaes de lunares y una mantilla sobre los hombros. Acompañando a los gigantes, asustando a los niños, desfilaban cabezudos, entre ellos, Harpo y Groucho, de los hermanos Marx, un chino, un leñador barbudo y un sonriente payaso.